# アエリアル・エクスペリメント・アソシエーション

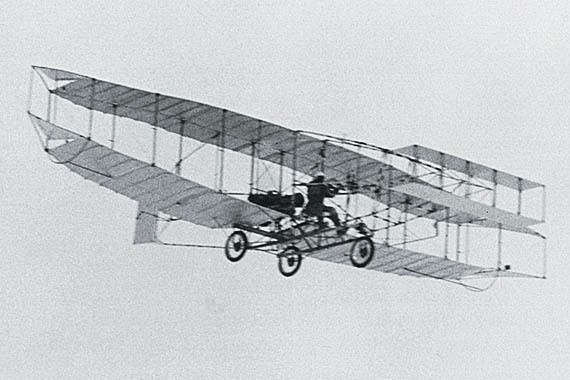
飛行中のシルバー・ダート

アエリアル・エクスペリメント・アソシエーション（航空実験協会、Aerial Experiment Association：略称AEA）はグラハム・ベルの指導のもとで1907年9月30日に設立されたカナダの航空の研究グループである。1900年代後半に北アメリカで公開での飛行実験を行った。
トロント大学を卒業したエンジニアで、ベルの秘書の息子のジョン・マカーディと友人のフレデリック・ボールドウィンが、ベルと航空についてのアイデアを話し合った時、ベルの妻が$35,000の資金を提供することを提案して、協会は創立された。
オートバイのデザイナーでガソリン・エンジンの専門家のグレン・カーチスを雇った。カーチスはライト兄弟を訪れたが、ライト兄弟は協力して航空機の開発することは望まなかった。AEAは政府の関心を引き、公式のオブザーバーとしてトーマス・セルフリッジが、派遣された。1908年3月12日、レッド・ウィング号が飛行し、パイロットのフレデリック・ボールドウィンは最初に飛行に成功したカナダ人となった。続くホワイト・ウィング号は昇降舵を装備した。ジューン・バグ号は公開で1kmを越える飛行を行った。ただしライト兄弟は1904年にすでに1kmを越える飛行を行っていた。1908年に製作されたシルバー・ダート号は、1909年2月23日にマッカーディの操縦で、氷結したブラスドール湖から飛行し、カナダにおける最初の航空機の飛行となった。
1909年3月10日、ジョン・マッカーディは周回飛行で32kmを超える飛行を記録したが、これもライト兄弟は1905年時点で達成していた。8月2日にシルバー・ダート号は同乗者を乗せて飛行した。ニューヨークのハモンズ・ポートでカーチスの水上機の開発が行われ、これは1910年3月のフランスのアンリ・ファーブルのファーブル水上機の飛行に先んずるものであった。
1909年3月31日、協会は解散した。